# Masjid al-Qiblatayn
De Masjid al-Qiblatayn (Arabisch: مسجد القبلتین) (letterlijk: moskee met twee qiblas), is een moskee in Medina. De oorspronkelijke moskee zou in 623 zijn gebouwd en is samen met de Masjid al-Nabawi en de Quba-moskee een van de drie oudste moskeeën. Tijdens een Dhuhr-gebed zou Mohammed op deze plaats de opdracht hebben gekregen om in de richting van Mekka te bidden en niet zoals voorheen naar Jeruzalem. De plaats behoudt twee qibla vandaar de naam.
Tijdens werken in 1987 werd de nis richting Jeruzalem echter vernield.